# Jan Wörner
Jan Wörner (* 10. Dezember 1994) ist ein deutscher Handballspieler, der bei SG Pforzheim/Eutingen im rechten Rückraum aktiv ist.

## Karriere
Kurz nach dem Beginn seiner Karriere im Aktiven-Bereich spielte Wörner für den SV Salamander Kornwestheim. Danach folgte ein Wechsel zum TSB Heilbronn-Horkheim, bei dem zwei Jahre lang als Spieler aktiv war. Dort zählte er zu den erfolgreichsten Torschützen. Im Januar 2016 gab Wörner seinen Wechsel zum TV 05/07 Hüttenberg bekannt, dem im Sommer 2016 der Wiederaufstieg in die 2. Bundesliga gelang. Dort unterschrieb der Linkshänder einen Zweijahresvertrag. Mit den Mittelhessen schaffte Wörner ein Jahr später den Durchmarsch in die Bundesliga.
Nachdem Wörner in der Saison 2017/18 ein Doppelspielrecht für TuS Ferndorf besaß, wechselte er im Sommer 2018 nach Ferndorf, den er 2019 wieder verließ. Aktuell spielt er für die SG Pforzheim/Eutingen aktiv.

### Bundesligabilanz
| Saison    | Verein              | Spielklasse | Spiele | Tore | 7-Meter | Feldtore |
| --------- | ------------------- | ----------- | ------ | ---- | ------- | -------- |
| 2017/18   | TV 05/07 Hüttenberg | Bundesliga  | 0      | 0    | 0       | 0        |
| 2017–2018 | gesamt              | Bundesliga  | 0      | 0    | 0       | 0        |

### Zweitligabilanz
| Saison    | Verein              | Spielklasse   | Spiele | Tore | 7-Meter | Feldtore |
| --------- | ------------------- | ------------- | ------ | ---- | ------- | -------- |
| 2016/17   | TV 05/07 Hüttenberg | 2. Bundesliga | 26     | 16   | 0       | 16       |
| 2016–2017 | gesamt              | 2. Bundesliga | 26     | 16   | 0       | 16       |

### Erfolge
- Aufstieg mit dem TV 05/07 Hüttenberg in die 1. Bundesliga 2017